# Folle sagesse
La folle sagesse est un registre de comportement dans lequel des maîtres spirituels et des gurus de certaines traditions telles que des écoles du bouddhisme, du soufisme, du taoïsme, se présentent soudainement sous un jour inhabituel, choquant voire détestable afin de provoquer l’éveil spirituel de tout aspirant qui en est témoin. 

## Origines
Le spécialiste du yoga, Georg Feuerstein, donne en exemple le comportement de quelques gurus de l’hindouisme qui se déplaçaient nus aux yeux de tous : 
« Le terme « avadhuta », plus que tout autre, a été associé à ce comportement apparemment fou de certains paramahamsa qui renversaient les codes sociaux dans un mode de vie caractéristique. Leur nudité est sans doute l’expression la plus symbolique de ce renversement ». Il ajoute que « le message de la folle sagesse et ses méthodes sont, de façon compréhensible, choquants pour les institutions religieuses conventionnelles autant que pour les laïques » mais qu’ « au Tibet et en Inde, les « sages fous » et les « saints déments » sont reconnus comme des figures légitimes dans le spectre de l’accomplissement spirituel » ». Feuerstein donne plusieurs exemples de figures spirituelles illustres, tels que le moine japonais Ikkyū Sōjun au XVe siècle qui se promenait avec un squelette dans la ville ou le mythique Nasr Eddin Hodja dans la tradition soufie, au XIIIe siècle, ainsi que Saint Isidora (en) dans le christianisme du IVe siècle.
Selon l’historienne des religions, June McDaniel :
« La folle sagesse n’est pas limitée à l’Inde. Elle a été explorée dans diverses traditions telles que l’orthodoxie orientale ou le christianisme occidental, et parmi les hassidiques d’Europe de l’Est, autant chez les soufis que chez les pratiquants de transes dans diverses parties du monde. Platon, lui-même, distinguait deux types de folie, l’une provenant de la maladie et l’autre d’un « état divin » qui « nous libérerait de nos habitudes ».
Selon le chercheur et enseignant en anthropologie du Droit, Christoph Eberhard, dans son ouvrage sur le bouddhisme :
« Les maîtres de  vajrayana, les mahasiddhas ou grands accomplis manifestent souvent la « folle sagesse », et ne rentrent plus dans des cadres qu’on essayerait de leur imposer. Il leur arrive d’agir de manières qui peuvent paraître complètement folles ou  choquantes  d’un  point  de  vue conventionnel et ils mènent souvent des vies fort peu conventionnelles. Ils ont en effet, en coupant tout « espoir » de voir les choses comme ils le souhaiteraient, transcendé l’action liée à des points de référence ».
Dans le bouddhisme tibétain, on appelle la folle sagesse yeshe chölwa,. Dans ce contexte, elle sert à décrire non pas uniquement le comportement du maître, mais également celui de l'étudiant qui souhaite atteindre l'éveil en adoptant un comportement particulier.

## Visions contemporaines
Plusieurs gourous de l’époque contemporaine se sont référés à la notion de « folle sagesse », ou l’ont utilisée comme explication de leur comportement, parfois de façon controversée. Osho, Chögyam Trungpa, Lee Lozowick, Franklin Albert Jones, en sont quelques exemples.
Selon Lee Lozowick :
« Les gens se demandent souvent pourquoi, après avoir atteint l'éveil, un maître aurait « besoin » d'agir de manière choquante et provocante. En vérité, le maître n'en a aucun besoin, ce sont les élèves qui ont besoin qu'il agisse de la sorte. Le mental ordinaire fonctionne de manière si étroite, il est tellement bouffi de fausse vertu que les élèves doivent lâcher du lest quant à leurs attentes et projections. C'est pourquoi le maître agit de manière « folle » pour le bien de ses élèves ».
Selon Chögyam Trungpa :
« Si un bodhisattva est sans ego, complètement ouvert, il agit en accord avec cette ouverture et n'aura pas à suivre les règles. Il n'est pas possible qu'un bodhisattva détruise ou blesse d'autres personnes, parce qu'il incarne la générosité transcendantale. Il s'est ouvert totalement et ne fait donc plus de discernement entre ceci ou cela. Il agit simplement en accord avec ce qui est. Son esprit est si précis qu'il ne fait jamais d'erreur (...) un exemple parfait est la transmission de l'illumination par Tilopa à son disciple Naropa. Tilopa retire sa sandale et gifle Naropa avec ».

## Islam
La dix-huitième sourate du Coran, intitulée Al-Kahf, signifiant la Caverne, narre les pérégrinations de Moïse et d'un guide, souvent assimilé à Al-Khidr. Pendant cet épisode, Khidr montre un comportement en apparence mauvais, puisqu'il saborde un navire en pleine mer, tue un jeune garçon innocent et généralement semble se comporter de façon répréhensible et incohérente. Plus tard, Khidr révèle à Moïse les raisons de ses agissements.

## Critiques
Dans une recension de l'ouvrage « Le Livre noir des gourous – La vie secrète des maîtres spirituels », l'UNADFI rapporte que la notion de folle sagesse pourrait éventuellement servir de « rationalisation » pour des « comportements déviants » alors présentés comme une façon de tester le disciple.
Dans le cadre de certaines affaires de mœurs au sein du bouddhisme tibétain, le dalaï-lama, lors de sa participation à une conférence sur le sujet des problèmes entre maîtres et disciples, avait été interrogé sur le fait que la tradition rapporte des exemples anciens de maîtres spirituels aux comportements discutables (tel que Drukpa Kunley au Bhoutan). Tout en suggérant de dénoncer les enseignants qui se comportaient mal, il confirma le postulat traditionnel de la folle sagesse en répondant que Kunley « comprenait les conséquences de ses actes sur le long terme » de par sa « vision »,.

### Filmographie
- Crazy Wisdom, sur la vie de Chögyam Trungpa Site crazywisdomthemovie.com